# 1746 a tudományban
Az 1746. év a tudományban és a technikában.

## Geológia
- Jean-Étienne Guettard elkészíti Franciaország első ásványtani térképét.

## Kémia
- Andreas Sigismund Marggraf leírja a cinket, mint külön elemet.
- John Roebuck felfedezésével a kénsav gyártása nagyüzemi módon folytatódik.

## Matematika
- Jean le Rond d’Alembert megalapozza a komplex számok törvényét.

## Díjak
- Copley-érem: Benjamin Robins

## Születések
- március 7. – André Michaux botanikus († 1802)
- május 10. – Gaspard Monge matematikus († 1818)
- július 7. – Giuseppe Piazzi csillagász († 1826)
- Giovanni Battista Venturi orvos († 1822)

## Halálozások
- június 14. - Colin Maclaurin matematikus (* 1698)
- november 14. - Georg Wilhelm Steller természettudós (* 1709)